# Audio-Technica
Audio-Technica (株式会社オーディオテクニカ Kabushiki-gaisha Ōdio Tekunika) är ett japanskt företag grundat 1962 som tillverkar professionella mikrofoner, hörlurar och andra saker inom ljudteknik.

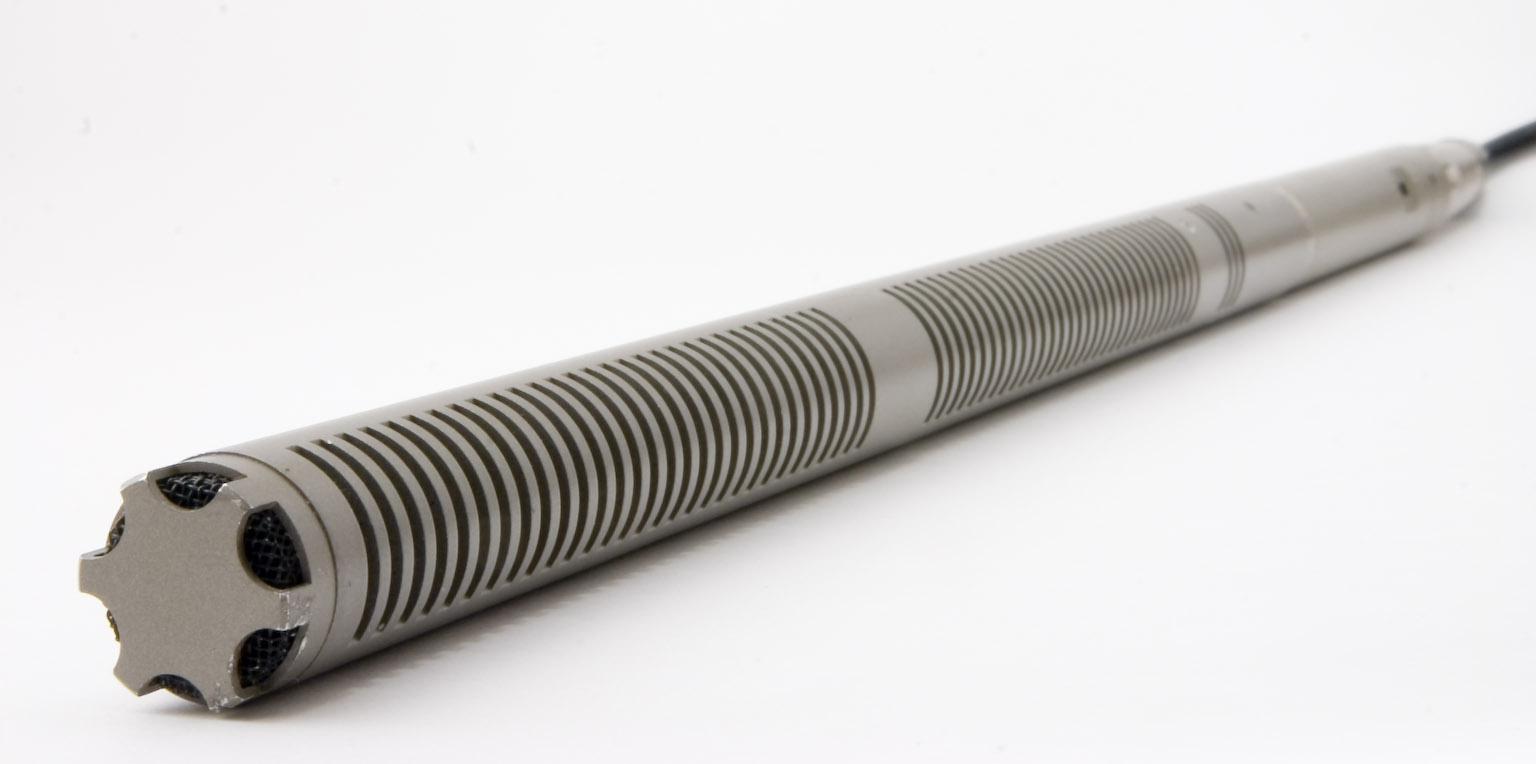
En Audio-Technica AT815a shotgunmikrofon